# Chemnitzer Fußballclub 2012-2013
Questa voce raccoglie le informazioni riguardanti il Chemnitzer Fußballclub nelle competizioni ufficiali della stagione 2012-2013.

## Stagione
Nella stagione 2012-2013 il Chemnitz, allenato da Gerd Schädlich, concluse il campionato di 3. Liga al 6º posto. In Coppa di Germania il Chemnitz fu eliminato al primo turno dalla Dinamo Dresda.

## Rosa
| N. |                     | Ruolo | Calciatore        |
| -- | ------------------- | ----- | ----------------- |
| 1  | Germania (bandiera) | P     | Philipp Pentke    |
| 2  | Germania (bandiera) | D     | Pierre le Beau    |
| 3  | Germania (bandiera) | D     | Silvio Bankert    |
| 4  | Germania (bandiera) | D     | Florian Hörnig    |
| 5  | Germania (bandiera) | D     | Toni Wachsmuth    |
| 6  | Germania (bandiera) | D     | Christoph Buchner |
| 7  | Germania (bandiera) | A     | Tino Semmer       |
| 8  | Germania (bandiera) | C     | Carsten Sträßer   |
| 9  | Germania (bandiera) | A     | Anton Fink        |
| 10 | Germania (bandiera) | A     | Benjamin Förster  |
| 13 | Germania (bandiera) | D     | Jeron Al-Hazaimeh |
| 14 | Germania (bandiera) | D     | Thomas Birk       |
| 15 | Polonia (bandiera)  | D     | Adrian Mrowiec    |
| 18 | Ucraina (bandiera)  | C     | Anton Makarenko   |
| 19 | Germania (bandiera) | D     | Felix Paul        |

| N. |                     | Ruolo | Calciatore             |
| -- | ------------------- | ----- | ---------------------- |
| 19 | Germania (bandiera) | D     | Kevin Vietz            |
| 20 | Germania (bandiera) | D     | Fabian Stenzel         |
| 21 | Germania (bandiera) | D     | Marcel Wilke           |
| 22 | Croazia (bandiera)  | D     | Josip Landeka          |
| 23 | Germania (bandiera) | C     | Sascha Pfeffer         |
| 24 | Germania (bandiera) | D     | Philipp Dartsch        |
| 25 | Germania (bandiera) | C     | Tim Hunger             |
| 26 | Germania (bandiera) | D     | Marcel Baude           |
| 27 | Germania (bandiera) | C     | Christian Mauersberger |
| 28 | Germania (bandiera) | C     | Marcel Richter         |
| 29 | Germania (bandiera) | A     | David Jansen           |
| 30 | Germania (bandiera) | P     | Stefan Schmidt         |
| 31 | Germania (bandiera) | P     | Maik Ebersbach         |
| 33 | Germania (bandiera) | C     | Tom Scheffel           |
| 39 | Germania (bandiera) | C     | Maik Kegel             |

## Organigramma societario
Area tecnica
- Allenatore: Gerd Schädlich
- Allenatore in seconda: Torsten Bittermann, Kay-Uwe Jendrossek, Andreas Richter
- Preparatore dei portieri: Holger Hiemann
- Preparatori atletici:

## Calciomercato

### Sessione estiva
| Acquisti | Acquisti          | Acquisti        | Acquisti |
| R.       | Nome              | da              | Modalità |
| -------- | ----------------- | --------------- | -------- |
| D        | Pierre le Beau    | Erzgebirge Aue  |          |
| D        | Christoph Buchner | Lustenau 07     |          |
| D        | Philipp Dartsch   | Chemnitz U19    |          |
| A        | David Jansen      | RW Oberhausen   |          |
| C        | Maik Kegel        | Dinamo Dresda   |          |
| D        | Josip Landeka     | Carl Zeiss Jena |          |
| C        | Anton Makarenko   | Babelsberg      |          |
| C        | Sascha Pfeffer    | Dinamo Dresda   |          |
| A        | Tino Semmer       | Hansa Rostock   |          |

| Cessioni | Cessioni            | Cessioni           | Cessioni |
| R.       | Nome                | a                  | Modalità |
| -------- | ------------------- | ------------------ | -------- |
| A        | Selim Aydemir       | Aalen              |          |
| A        | Pavel Dobrý         | Heidenauer SV      |          |
| C        | Ronny Garbuschewski | Fortuna Düsseldorf |          |
| A        | Bastian Henning     | Schönberg          |          |
| C        | Matthias Peßolat    | Carl Zeiss Jena    |          |
| D        | Raphael Schaschko   | Sonnenhof G.       |          |
| C        | Marcel Schlosser    | Carl Zeiss Jena    |          |
| C        | Simon Tüting        | Sandhausen         |          |

### Sessione invernale
| Acquisti | Acquisti          | Acquisti           | Acquisti |
| R.       | Nome              | da                 | Modalità |
| -------- | ----------------- | ------------------ | -------- |
| D        | Jeron Al-Hazaimeh | Fortuna Düsseldorf |          |

| Cessioni | Cessioni | Cessioni | Cessioni |
| R.       | Nome     | a        | Modalità |
| -------- | -------- | -------- | -------- |

## Risultati

### 3. Liga

#### Girone di andata
| Arbitro: | Wingenbach |

|             |           |  |
| Förster 10’ | Marcatori |  |

| Arbitro: | Brand |

|           |           |  |
| Taylor 8’ | Marcatori |  |

| Arbitro: | Thomsen |

|                                 |           |         |
| Mokhtari 70’ (rig.) Senesie 83’ | Marcatori | 9’ Fink |

| Arbitro: | Siewer |

|                           |           |             |
| Fink 35’ Landeka 38’, 68’ | Marcatori | 89’ Behrens |

| Rostock 12 agosto 2012, ore 14:00 CEST 5ª giornata | Hansa Rostock | 0 – 0 referto | Chemnitz | DKB-Arena (11 800 spett.)\| Arbitro: \| Sippel \| |
| Arbitro:                                           | Sippel        |               |          |                                                   |

| Arbitro: | Storks |

|                           |           |                       |
| Aydemir 46’, 85’ Fink 50’ | Marcatori | 30’ Mintzel 38’ Ivana |

| Arbitro: | Schmickartz |

|                                 |           |                      |
| Schnatterer 19’, 24’ Wittek 45’ | Marcatori | 23’ Fink 43’ Pfeffer |

| Arbitro: | Dankert |

|                 |           |              |
| Fink 50’ (rig.) | Marcatori | 86’ Wagefeld |

| Arbitro: | Alt |

|  |           |           |
|  | Marcatori | 68’ Kegel |

| Arbitro: | Petersen |

|  |           |                        |
|  | Marcatori | 54’ Nagy 90’ Staffeldt |

| Bielefeld 25 settembre 2012, ore 19:00 CEST 11ª giornata | Arminia Bielefeld | 0 – 0 referto | Chemnitz | SchücoArena (5 871 spett.)\| Arbitro: \| Jablonski \| |
| Arbitro:                                                 | Jablonski         |               |          |                                                       |

| Arbitro: | Giese |

|          |           |                       |
| Beau 80’ | Marcatori | 85’ Müller 87’ Pozder |

| Arbitro: | Ostheimer |

|           |           |                     |
| Bajner 5’ | Marcatori | 12’ Fink 75’ Jansen |

| Arbitro: | Göpferich |

|                              |           |                 |
| Kegel 21’, 48’ Fink 26’, 56’ | Marcatori | 72’ (rig.) Laux |

| Offenbach am Main 27 ottobre 2012, ore 14:00 CEST 15ª giornata | Kickers Offenbach | 0 – 0 referto | Chemnitz | Sparda-Bank-Hessen-Stadion (5 895 spett.)\| Arbitro: \| Steinberg \| |
| Arbitro:                                                       | Steinberg         |               |          |                                                                      |

| Arbitro: | Winkmann |

|                 |           |                       |
| Fink 26’ (rig.) | Marcatori | 16’ Hennings 24’ Haas |

| Arbitro: | Kampka |

|                             |           |                         |
| Tunjić 28’ Morabit 57’, 63’ | Marcatori | 73’ Makarenko 90’ Kegel |

| Arbitro: | Beitinger |

|                      |           |  |
| Förster 63’ Fink 66’ | Marcatori |  |

| Arbitro: | Thomsen |

|                                            |           |                                      |
| Niederlechner 9’ (rig.), 31’, 45’ Thee 74’ | Marcatori | 4’ Förster 60’ (rig.) Fink 70’ Kegel |

#### Girone di ritorno
| Arbitro: | Weickenmeier |

|           |           |             |
| Kragl 90’ | Marcatori | 57’ Förster |

| Arbitro: | Siebert |

|                            |           |                         |
| Fink 3’ (rig.) Bankert 13’ | Marcatori | 72’ Königs 90’ Bischoff |

| Arbitro: | Bandurski |

|                             |           |          |
| Landeka 17’ Fink 21’ (rig.) | Marcatori | 48’ Holz |

| Arbitro: | Leicher |

|          |           |             |
| Latza 3’ | Marcatori | 35’ Förster |

| Arbitro: | Siewer |

|                             |           |              |
| Förster 69’ Fink 74’ (rig.) | Marcatori | 49’ Weilandt |

| Wiesbaden 8 febbraio 2013, ore 18:30 CET 25ª giornata | Wehen Wiesbaden | 0 – 0 referto | Chemnitz | BRITA-Arena (2 153 spett.)\| Arbitro: \| Alt \| |
| Arbitro:                                              | Alt             |               |          |                                                 |

| Arbitro: | Aarnink |

|                     |           |                 |
| Fink 45’ Hörnig 90’ | Marcatori | 86’ Schnatterer |

| Arbitro: | Steuer |

|                       |           |  |
| Ruprecht 65’ Mast 87’ | Marcatori |  |

| Arbitro: | Weickenmeier |

|             |           |  |
| Pfeffer 54’ | Marcatori |  |

| Arbitro: | Blos |

|                      |           |                             |
| Pisot 45’ Zoller 53’ | Marcatori | 26’ (rig.) Fink 88’ Förster |

| Arbitro: | Ostheimer |

|  |           |          |
|  | Marcatori | 69’ Klos |

| Arbitro: | Schmickartz |

|              |           |                                                    |
| Herröder 64’ | Marcatori | 13’ Semmer 54’, 69’ Fink 74’ Förster 88’ Makarenko |

| Arbitro: | Unger |

|            |           |  |
| Semmer 67’ | Marcatori |  |

| Arbitro: | Aarnink |

|                        |           |  |
| Stiefler 2’ Kohler 74’ | Marcatori |  |

| Arbitro: | Storks |

|                         |           |  |
| Wachsmuth 76’ Wilke 90’ | Marcatori |  |

| Arbitro: | Meyer |

|                                                    |           |               |
| van der Biezen 38’, 63’ Çalhanoğlu 43’ (rig.), 66’ | Marcatori | 62’ Wachsmuth |

| Arbitro: | Schmickartz |

|          |           |                                  |
| Fink 83’ | Marcatori | 45’ Pfingsten-Reddig 47’ Strangl |

| Arbitro: | Rohde |

|              |           |            |
| Grüttner 35’ | Marcatori | 72’ Jansen |

| Arbitro: | Ittrich |

|                                                 |           |  |
| Schwabl 4’ (aut.) Förster 7’, 61’, 72’ Fink 89’ | Marcatori |  |

### Coppa di Germania
| Arbitro: | Schmidt |

|  |           |                                      |
|  | Marcatori | 32’ Koch 43’ Poté 81’ (aut.) Buchner |

## Statistiche

### Statistiche di squadra
| Competizione      | Punti | In casa | In casa | In casa | In casa | In casa | In casa | In trasferta | In trasferta | In trasferta | In trasferta | In trasferta | In trasferta | Totale | Totale | Totale | Totale | Totale | Totale | DR |
| Competizione      | Punti | G       | V       | N       | P       | Gf      | Gs      | G            | V            | N            | P            | Gf           | Gs           | G      | V      | N      | P      | Gf     | Gs     | DR |
| ----------------- | ----- | ------- | ------- | ------- | ------- | ------- | ------- | ------------ | ------------ | ------------ | ------------ | ------------ | ------------ | ------ | ------ | ------ | ------ | ------ | ------ | -- |
| 3. Liga           | 55    | 19      | 12      | 2       | 5       | 34      | 19      | 19           | 3            | 8            | 8            | 22           | 28           | 38     | 15     | 10     | 13     | 56     | 47     | +9 |
| Coppa di Germania | -     | 1       | 0       | 0       | 1       | 0       | 3       | 0            | 0            | 0            | 0            | 0            | 0            | 1      | 0      | 0      | 1      | 0      | 3      | -3 |
| Totale            | 55    | 20      | 12      | 2       | 6       | 34      | 22      | 19           | 3            | 8            | 8            | 22           | 28           | 39     | 15     | 10     | 14     | 56     | 50     | +6 |

### Andamento in campionato
| Giornata  | 1 | 2 | 3  | 4 | 5 | 6 | 7 | 8 | 9 | 10 | 11 | 12 | 13 | 14 | 15 | 16 | 17 | 18 | 19 | 20 | 21 | 22 | 23 | 24 | 25 | 26 | 27 | 28 | 29 | 30 | 31 | 32 | 33 | 34 | 35 | 36 | 37 | 38 |
| --------- | - | - | -- | - | - | - | - | - | - | -- | -- | -- | -- | -- | -- | -- | -- | -- | -- | -- | -- | -- | -- | -- | -- | -- | -- | -- | -- | -- | -- | -- | -- | -- | -- | -- | -- | -- |
| Luogo     | C | T | T  | C | T | C | T | C | T | C  | T  | C  | T  | C  | T  | C  | T  | C  | T  | T  | C  | C  | T  | C  | T  | C  | T  | C  | T  | C  | T  | C  | T  | C  | T  | C  | T  | C  |
| Risultato | V | P | P  | V | N | V | P | N | V | P  | N  | P  | V  | V  | N  | P  | P  | V  | P  | N  | N  | V  | N  | V  | N  | V  | P  | V  | N  | P  | V  | V  | P  | V  | P  | P  | N  | V  |
| Posizione | 5 | 9 | 12 | 8 | 7 | 8 | 9 | 9 | 7 | 8  | 8  | 11 | 10 | 8  | 9  | 9  | 10 | 9  | 10 | 10 | 10 | 9  | 9  | 8  | 9  | 7  | 7  | 7  | 7  | 7  | 6  | 6  | 6  | 6  | 6  | 6  | 6  | 6  |

Legenda:

Luogo: C = Casa; T = Trasferta. Risultato: V = Vittoria; N = Pareggio; P = Sconfitta.

### Statistiche dei giocatori
| Giocatore       | 3. Liga  | 3. Liga | 3. Liga     | 3. Liga    | Coppa di Germania | Coppa di Germania | Coppa di Germania | Coppa di Germania | Totale   | Totale | Totale      | Totale     |
| Giocatore       | Presenze | Reti    | Ammonizioni | Espulsioni | Presenze          | Reti              | Ammonizioni       | Espulsioni        | Presenze | Reti   | Ammonizioni | Espulsioni |
| --------------- | -------- | ------- | ----------- | ---------- | ----------------- | ----------------- | ----------------- | ----------------- | -------- | ------ | ----------- | ---------- |
| J. Al-Hazaimeh  | 8        | 0       | 0           | 0          | 0                 | 0                 | 0                 | 0                 | 8        | 0      | 0           | 0          |
| S. Aydemir      | 4        | 2       | 1           | 0          | 1                 | 0                 | 0                 | 0                 | 5        | 2      | 1           | 0          |
| S. Bankert      | 25       | 1       | 5           | 1          | 0                 | 0                 | 0                 | 0                 | 25       | 1      | 5           | 1          |
| M. Baude        | 2        | 0       | 0           | 0          | 0                 | 0                 | 0                 | 0                 | 2        | 0      | 0           | 0          |
| P. Beau         | 21       | 1       | 4           | 0          | 0                 | 0                 | 0                 | 0                 | 21       | 1      | 4           | 0          |
| T. Birk         | 36       | 0       | 6           | 0          | 1                 | 0                 | 0                 | 0                 | 37       | 0      | 6           | 0          |
| C. Buchner      | 11       | 0       | 5           | 0          | 1                 | 0                 | 0                 | 0                 | 12       | 0      | 5           | 0          |
| P. Dartsch      | 0        | 0       | 0           | 0          | 0                 | 0                 | 0                 | 0                 | 0        | 0      | 0           | 0          |
| M. Ebersbach    | 0        | 0       | 0           | 0          | 0                 | 0                 | 0                 | 0                 | 0        | 0      | 0           | 0          |
| A. Fink         | 36       | 20      | 1           | 1          | 1                 | 0                 | 0                 | 0                 | 37       | 20     | 1           | 1          |
| B. Förster      | 29       | 11      | 5           | 0          | 1                 | 0                 | 0                 | 0                 | 30       | 11     | 5           | 0          |
| T. Hunger       | 0        | 0       | 0           | 0          | 0                 | 0                 | 0                 | 0                 | 0        | 0      | 0           | 0          |
| F. Hörnig       | 29       | 1       | 3           | 0          | 1                 | 0                 | 0                 | 0                 | 30       | 1      | 3           | 0          |
| D. Jansen       | 28       | 2       | 2           | 0          | 1                 | 0                 | 0                 | 0                 | 29       | 2      | 2           | 0          |
| M. Kegel        | 35       | 5       | 5           | 0          | 1                 | 0                 | 0                 | 0                 | 36       | 5      | 5           | 0          |
| J. Landeka      | 37       | 3       | 5           | 0          | 1                 | 0                 | 0                 | 0                 | 38       | 3      | 5           | 0          |
| A. Makarenko    | 19       | 2       | 0           | 0          | 0                 | 0                 | 0                 | 0                 | 19       | 2      | 0           | 0          |
| C. Mauersberger | 0        | 0       | 0           | 0          | 0                 | 0                 | 0                 | 0                 | 0        | 0      | 0           | 0          |
| A. Mrowiec      | 10       | 0       | 2           | 0          | 0                 | 0                 | 0                 | 0                 | 10       | 0      | 2           | 0          |
| F. Paul         | 0        | 0       | 0           | 0          | 0                 | 0                 | 0                 | 0                 | 0        | 0      | 0           | 0          |
| P. Pentke       | 31       | 0       | 0           | 0          | 1                 | 0                 | 0                 | 0                 | 32       | 0      | 0           | 0          |
| S. Pfeffer      | 36       | 2       | 6           | 1          | 1                 | 0                 | 0                 | 0                 | 37       | 2      | 6           | 1          |
| M. Richter      | 0        | 0       | 0           | 0          | 0                 | 0                 | 0                 | 0                 | 0        | 0      | 0           | 0          |
| T. Scheffel     | 0        | 0       | 0           | 0          | 0                 | 0                 | 0                 | 0                 | 0        | 0      | 0           | 0          |
| S. Schmidt      | 8        | 0       | 0           | 0          | 0                 | 0                 | 0                 | 0                 | 8        | 0      | 0           | 0          |
| T. Semmer       | 17       | 2       | 2           | 0          | 0                 | 0                 | 0                 | 0                 | 17       | 2      | 2           | 0          |
| F. Stenzel      | 29       | 0       | 7           | 0          | 1                 | 0                 | 0                 | 0                 | 30       | 0      | 7           | 0          |
| C. Sträßer      | 28       | 0       | 5           | 0          | 1                 | 0                 | 0                 | 0                 | 29       | 0      | 5           | 0          |
| K. Vietz        | 0        | 0       | 0           | 0          | 0                 | 0                 | 0                 | 0                 | 0        | 0      | 0           | 0          |
| T. Wachsmuth    | 22       | 2       | 8           | 0          | 1                 | 0                 | 0                 | 0                 | 23       | 2      | 8           | 0          |
| M. Wilke        | 22       | 1       | 3           | 0          | 0                 | 0                 | 0                 | 0                 | 22       | 1      | 3           | 0          |